# Kaiserhymne

Escudo Nacional del Imperio Austrohúngaro

Dios salve a Francisco el Emperador (Gott erhalte Franz den Kaiser), es una composición del compositor austríaco Franz Joseph Haydn basándose en el texto de Lorenz Leopold Haschka. Fue el himno del Imperio austríaco —conocido como Kaiserhymne o Volkshymne—, incluida la etapa de la monarquía dual austrohúngara, y, originalmente, del Sacro Imperio Romano Germánico en su última etapa. 

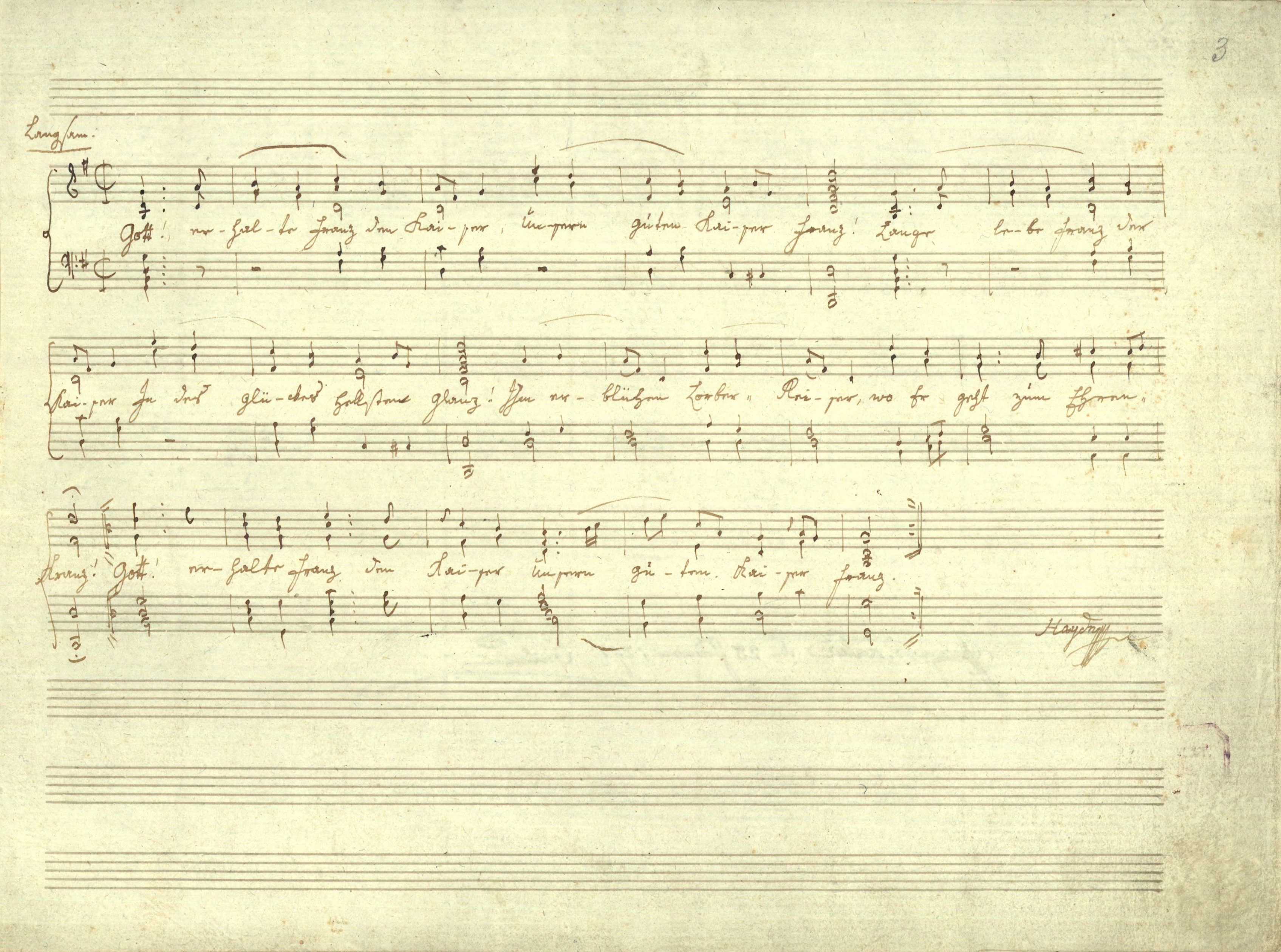
Manuscrito autógrafo de la composición original.

## Descripción
La composición fue publicada en enero de 1797. El 12 de febrero de 1797, el día de cumpleaños del último emperador del Sacro Imperio Romano Germánico Francisco II (futuro Francisco I de Austria), fue cantada por primera vez en su presencia en la Ópera Estatal de Viena (entonces, Teatro de la Ópera de la Corte Imperial y Real de Viena).
Tras 1918, la melodía del himno fue adoptada por el himno alemán, Das Lied der Deutschen, con letra adaptada al país germano (actualmente, esta melodía es más conocida por servir al himno alemán, en sus distintas variaciones, en el último siglo). La melodía también sirvió al himno nacional de la Primera República de Austria (incluida la Austria Alemana) desde finales de la Primera Guerra Mundial, con letra distinta (Sei gesegnet ohne Ende); si bien, el himno alemán volvió a ser himno de Austria tras el Anschluss y durante la Segunda Guerra Mundial. Tras la guerra, Austria, origen de la composición, renunció por completo esta melodía para desvincularse tanto de la época nazi como de la era imperial (con una legislación marcadamente republicana), adoptando el himno actual, Land der Berge, Land am Strome.

## Letra

### 1797-1835
I
Gott erhalte Franz den Kaiser,
Unsern guten Kaiser Franz,
Hoch als Herrscher, hoch als Weiser,
Steht er in des Ruhmes Glanz;
Liebe windet Lorbeerreiser
Ihm zum ewig grünen Kranz.
|: Gott erhalte Franz, den Kaiser,
Unsern guten Kaiser Franz! :|
II
Über blühende Gefilde
Reicht sein Scepter weit und breit;
Säulen seines Throns sind milde,
Biedersinn und Redlichkeit,
Und von seinem Wappenschilde
Strahlet die Gerechtigkeit.
|: Gott erhalte Franz, den Kaiser,
Unsern guten Kaiser Franz! :|
III
Sich mit Tugenden zu schmücken,
Achtet er der Sorgen werth,
Nicht um Völker zu erdrücken
Flammt in seiner Hand das Schwert:
Sie zu segnen, zu beglücken,
Ist der Preis, den er begehrt,
|: Gott erhalte Franz, den Kaiser,
Unsern guten Kaiser Franz! :|
IV
Er zerbrach der Knechtschaft Bande,
Hob zur Freiheit uns empor!
Früh' erleb' er deutscher Lande,
Deutscher Völker höchsten Flor,
Und vernehme noch am Rande
Später Gruft der Enkel Chor:
|: Gott erhalte Franz, den Kaiser,
Unsern guten Kaiser Franz! :|

### 1853-1918
I
Gott erhalte, Gott beschütze
Unsern Kaiser, unser Land!
Mächtig durch des Glaubens Stütze
Führt er uns mit weiser Hand!
Laßt uns seiner Väter Krone
Schirmen wider jeden Feind:
|: Innig bleibt mit Habsburgs Throne
Österreichs Geschick vereint! :|
II
Fromm und bieder, wahr und offen
Laßt für Recht und Pflicht uns stehn;
Laßt, wenns gilt, mit frohem Hoffen
Mutvoll in den Kampf uns gehn!
Eingedenk der Lorbeerreiser
Die das Heer so oft sich wand:
|: Gut und Blut für unsern Kaiser,
Gut und Blut fürs Vaterland! :|
III
Was der Bürger Fleiß geschaffen
Schütze treu des Kaisers Kraft;
Mit des Geistes heitren Waffen
Siege Kunst und Wissenschaft!
Segen sei dem Land beschieden
Und sein Ruhm dem Segen gleich;
|: Gottes Sonne strahl' in Frieden
Auf ein glücklich Österreich!
IV
Laßt uns fest zusammenhalten,
In der Eintracht liegt die Macht;
Mit vereinter Kräfte Walten
Wird das Schwere leicht vollbracht,
Laßt uns Eins durch Brüderbande
Gleichem Ziel entgegengehn!
|: Heil dem Kaiser, Heil dem Lande,
Österreich wird ewig stehn! :|
V
An des Kaisers Seite waltet,
Ihm verwandt durch Stamm und Sinn,
Reich an Reiz, der nie veraltet,
Uns're holde Kaiserin.
Was als Glück zu höchst gepriesen
Ström' auf sie der Himmel aus:
|: Heil Franz Josef, Heil Elisen,
Segen Habsburgs ganzem Haus! :|
VI
Heil auch Öst'reichs Kaisersohne,
Froher Zukunft Unterpfand,
Seiner Eltern Freud' und Wonne,
Rudolf tönt's im ganzen Land,
Unsern Kronprinz Gott behüte,
Segne und beglücke ihn,
|: Von der ersten Jugendblüthe
Bis in fernste Zeiten hin. :|

### otras versiones de la letra
| 1. Gott erhalte unsern Kaiser, Unsern Kaiser Ferdinand! Reich, o Herr, dem guten Kaiser Deine starke Vaterhand! Wie ein zweiter Vater schalte Er an Deiner Statt im Land! Ja, den Kaiser, Gott, erhalte, Unsern Kaiser Ferdinand! 2. Laß in seinem Rate weilen Weisheit und Gerechtigkeit! Laß ihn seine Sorgen teilen Zwischen Zeit und Ewigkeit; Daß er hier sein Reich verwalte Nur als Deines Reiches Pfand! Ja, den Kaiser, Gott, erhalte, Unsern Kaiser Ferdinand! | 3. Gib ihm Frieden! Gib ihm Ehre! Wenn die Ehre ruft zum Krieg, Sei mit ihm und seinem Heere; Unsern Fahnen schenk den Sieg; Wo sie wallen, da entfalte Segen sich für jeden Stand! Ja, den Kaiser, Gott, erhalte, Unsern Kaiser Ferdinand! 4. Alles wechselt im Getriebe Vielbewegter Erdenwelt; Doch erprobter Treu und Liebe Ward die Dauer beigesellt. Uns’re Treue bleibt die alte, Unauflöslich ist ihr Band: Ja, den Kaiser, Gott, erhalte, Unsern Kaiser Ferdinand! |

| 1. Segen Östreichs hohem Sohne, Unserm Kaiser Ferdinand! Gott, von Deinem Wolkenthrone Blick erhörend auf dies Land! Laß Ihn, auf des Lebens Höhen Hingestellt von Deiner Hand, Glücklich und beglückend stehen, Schütze unsern Ferdinand! 2. Alle Deine Gaben spende Gnädig Ihm und Seinem Haus; Alle deine Engel sende, Herr, auf Seinen Wegen aus! Gib, daß Recht und Licht und Wahrheit, Wie sie Ihm im Herzen glüh’n, Lang’ in reiner, ew’ger Klarheit Noch zu unserm Heile blüh’n! | 3. Palmen laß Sein Haupt umkränzen, Scheuche Krieg und Zwietracht fort; Laß Ihn hoch und herrlich glänzen, Als des Friedens Schirm und Hort! Laß Ihn, wenn Gewitter grauen, Wie ein Sternbild hingestellt, Tröstend Licht hernieder thauen, In die sturmbewegte Welt! 4. Holde Ruh und Eintracht walte, Wo er sanft das Scepter schwingt; Seines Volkes Liebe halte Freudig Seinen Thron umringt; Unaufhörlich festgeschlungen Bleibe ewig dieses Band! Rufet „Heil“ mit tausend Zungen, „Heil dem milden Ferdinand!“ |

| 1. Gott erhalte unsern Kaiser und in ihm das Vaterland! Der du Kronen hältst und Häuser, schirm ihn, Herr, mit starker Hand! Daß ein Guter und ein Weiser, er ein Strahl von deinem Blick: Gott erhalte unsern Kaiser, unsre Liebe, unser Glück! 2. Laß in seinem Rate sitzen Weisheit und Gerechtigkeit, Sieg von seinen Fahnen blitzen, führt das Recht ihn in den Streit; doch verschmähend Lorbeerreiser sei der Friede sein Geschick: Gott erhalte unsern Kaiser, unsre Liebe, unser Glück! | 3. Mach uns einig, Herr der Welten, tilg der Zwietracht Stachel aus, daß wir nur als Söhne gelten in desselben Vaters Haus. Und ein Vaterherz beweis er ungetheilt in kleinstem Stück: Gott erhalte unsern Kaiser, unsre Liebe, unser Glück! 4. Mag dann eine Welt uns dräuen, er mit uns und wir für ihn! Neu im alten, alt im neuen laß uns unsre Bahnen ziehn. Wenn sein letzter Pulsschlag leiser, Schau er segnend noch zurück! Gott erhalte unsern Kaiser, unsre Liebe, unser Glück! |

| Gott erhalte unsern Kaiser, Lothringens und Habsburgs Sohn! Als Vermächtnis beider Häuser Saß stets Tugend auf dem Thron! Was an Glück dem Volk zu schenken Gab uns seine milde Hand - Mit vereinter Kraft zu lenken Unser weites Vaterland. | Gott erhalte unsern Kaiser, Daß er ernte seine Saat, Ihn umgebe stets ein weiser, Ein vom Volk geliebter Rath, Daß, was kräftig er vollbringe, Alle stützen auch zugleich - Mit vereinter Kraft verjünge Sich ein freies Österreich. | Deutsche, Ungarn und Dalmaten, Slav’, Lombarde und Kroat, Seien einig im Berathen Und auch einig in der That! Um dem Vaterland zu geben Neuen Glanz und neuen Ruhm - Mit vereinter Kraft erstreben Wir ein mächtig Kaiserthum. |

| Gott erhalte den Tyrannen, Den Tyrannen Dionys! Wenn er uns des Heils auch wenig Und des Unheils viel erwies, Wünsch’ ich doch, er lebe lange, Flehe brünstig überdies: Gott erhalte den Tyrannen, Den Tyrannen Dionys! | Eine Alte sprach im Tempel Eines Tages dies Gebet. Der Tyrann kam just vorüber, Wüßte gerne, was sie tät: Sag mir doch, du liebe Alte, Sag, was war denn dein Gebet? Ach, ich habe nur gebetet, Nur für Eure Majestät. | Als ich war ein junges Mädchen, Fleht’ ich oftmals himmelan: Lieber Gott, gib einen Bessern! Und ein Schlecht’rer kam heran; Und so kam ein zweiter, dritter Immer schlechterer Tyrann; Darum fleh ich heute nur noch: Gott erhalt’ uns dich fortan |